# Aussac
Pour les articles homonymes, voir Aussac-Vadalle.
Aussac est une commune française située dans le département du Tarn, en région Occitanie. Sur le plan historique et culturel, la commune est dans le Gaillacois, un pays qui doit sa notoriété à la qualité de ses vins.

## Géographie

### Localisation
Commune agricole de l'aire urbaine d'Albi, à 15 km au sud-ouest d'Albi.

### Communes limitrophes
Aussac est limitrophe de quatre autres communes.
Les communes limitrophes sont  Cadalen, Florentin, Fénols et Rouffiac.
|         | Florentin |          |
| Cadalen | Aussac    | Rouffiac |
|         | Fénols    |          |

### Géologie
La superficie de la commune est de 606 hectares ; son altitude varie de 165  à   233 mètres.

### Hydrographie

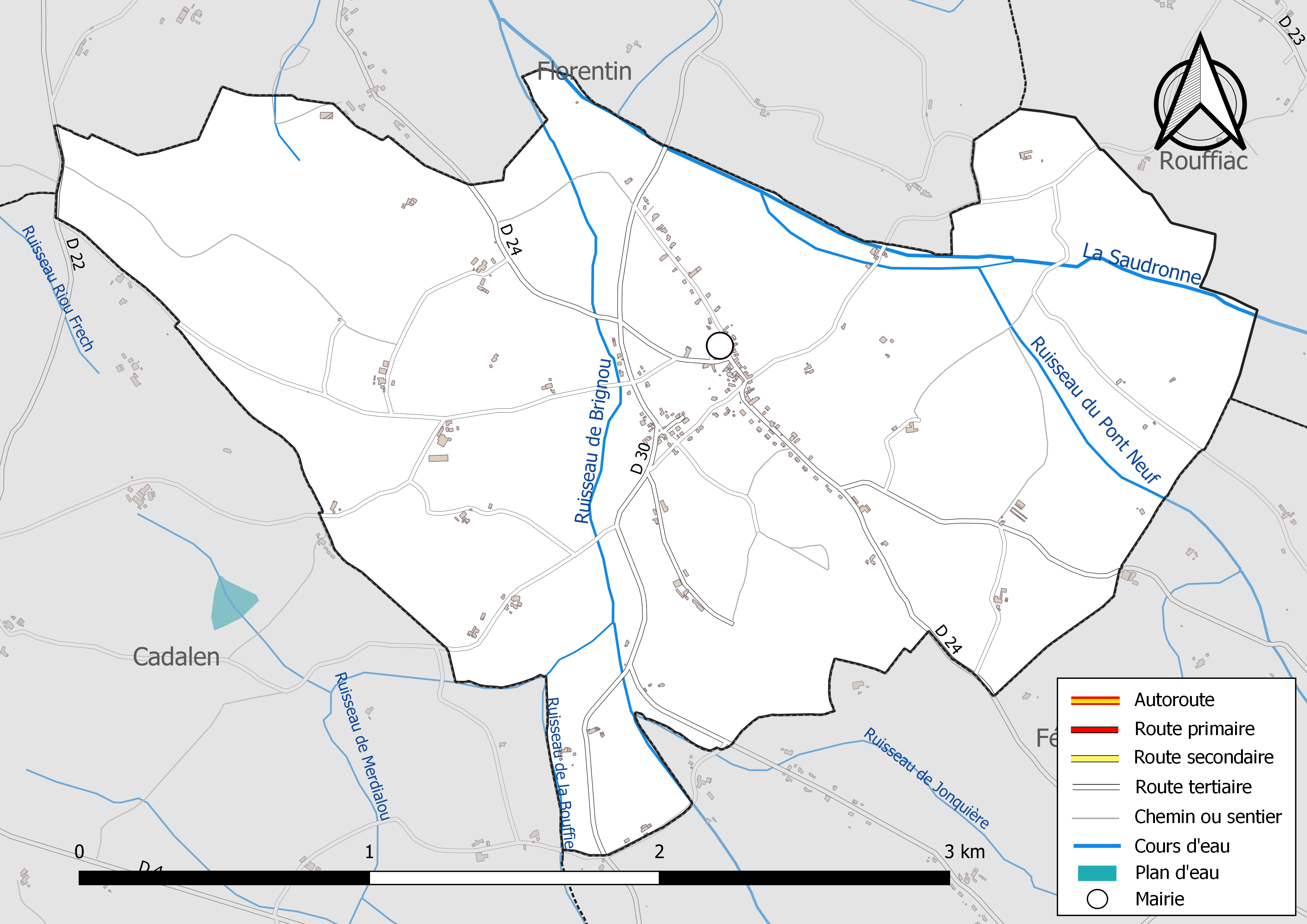
Réseaux hydrographique et routier d'Aussac.

La commune est dans le bassin de la Garonne, au sein du bassin hydrographique Adour-Garonne. Elle est drainée par la Saudronne, le ruisseau de Brignou, le ruisseau du Pont Neuf, le ruisseau de Jonquière, le ruisseau de la Bouffie, le ruisseau de Merdialou et par deux petits cours d'eau, qui constituent un réseau hydrographique de 8 km de longueur totale,.
La Saudronne, d'une longueur totale de 13,6 km, prend sa source dans la commune de Poulan-Pouzols et s'écoule du sud-est vers le nord-ouest. Elle traverse la commune et se jette dans le Tarn à Rivières, après avoir traversé 6 communes.

### Climat
Pour des articles plus généraux, voir Climat de l'Occitanie et Climat du Tarn.
En 2010, le climat de la commune est de type climat du Bassin du Sud-Ouest, selon une étude du Centre national de la recherche scientifique s'appuyant sur une série de données couvrant la période 1971-2000. En 2020, Météo-France publie une typologie des climats de la France métropolitaine dans laquelle la commune est exposée à un climat océanique altéré et est dans la région climatique Aquitaine, Gascogne, caractérisée par une pluviométrie abondante au printemps, modérée en automne, un faible ensoleillement au printemps, un été chaud (19,5 °C), des vents faibles, des brouillards fréquents en automne et en hiver et des orages fréquents en été (15 à 20 jours).
Pour la période 1971-2000, la température annuelle moyenne est de 12,9 °C, avec une amplitude thermique annuelle de 16,4 °C. Le cumul annuel moyen de précipitations est de 845 mm, avec 9,8 jours de précipitations en janvier et 5,8 jours en juillet. Pour la période 1991-2020, la température moyenne annuelle observée sur la station météorologique de Météo-France la plus proche, « Albi », sur la commune du Sequestre à 8 km à vol d'oiseau, est de 13,8 °C et le cumul annuel moyen de précipitations est de 733,9 mm. 
La température maximale relevée sur cette station est de 42,3 °C, atteinte le 23 août 2023 ; la température minimale est de −20,4 °C, atteinte le 16 janvier 1985,,.
Les paramètres climatiques de la commune ont été estimés pour le milieu du siècle (2041-2070) selon différents scénarios d'émission de gaz à effet de serre à partir des nouvelles projections climatiques de référence DRIAS-2020. Ils sont consultables sur un site dédié publié par Météo-France en novembre 2022.

### Milieux naturels et biodiversité
Aucun espace naturel présentant un intérêt patrimonial n'est recensé sur la commune dans l'inventaire national du patrimoine naturel,,.

## Urbanisme

### Typologie
Au 1er janvier 2024, Aussac est catégorisée commune rurale à habitat dispersé, selon la nouvelle grille communale de densité à sept niveaux définie par l'Insee en 2022.
Elle est située hors unité urbaine. Par ailleurs la commune fait partie de l'aire d'attraction d'Albi, dont elle est une commune de la couronne,. Cette aire, qui regroupe 91 communes, est catégorisée dans les aires de 50 000 à moins de 200 000 habitants,.

### Occupation des sols

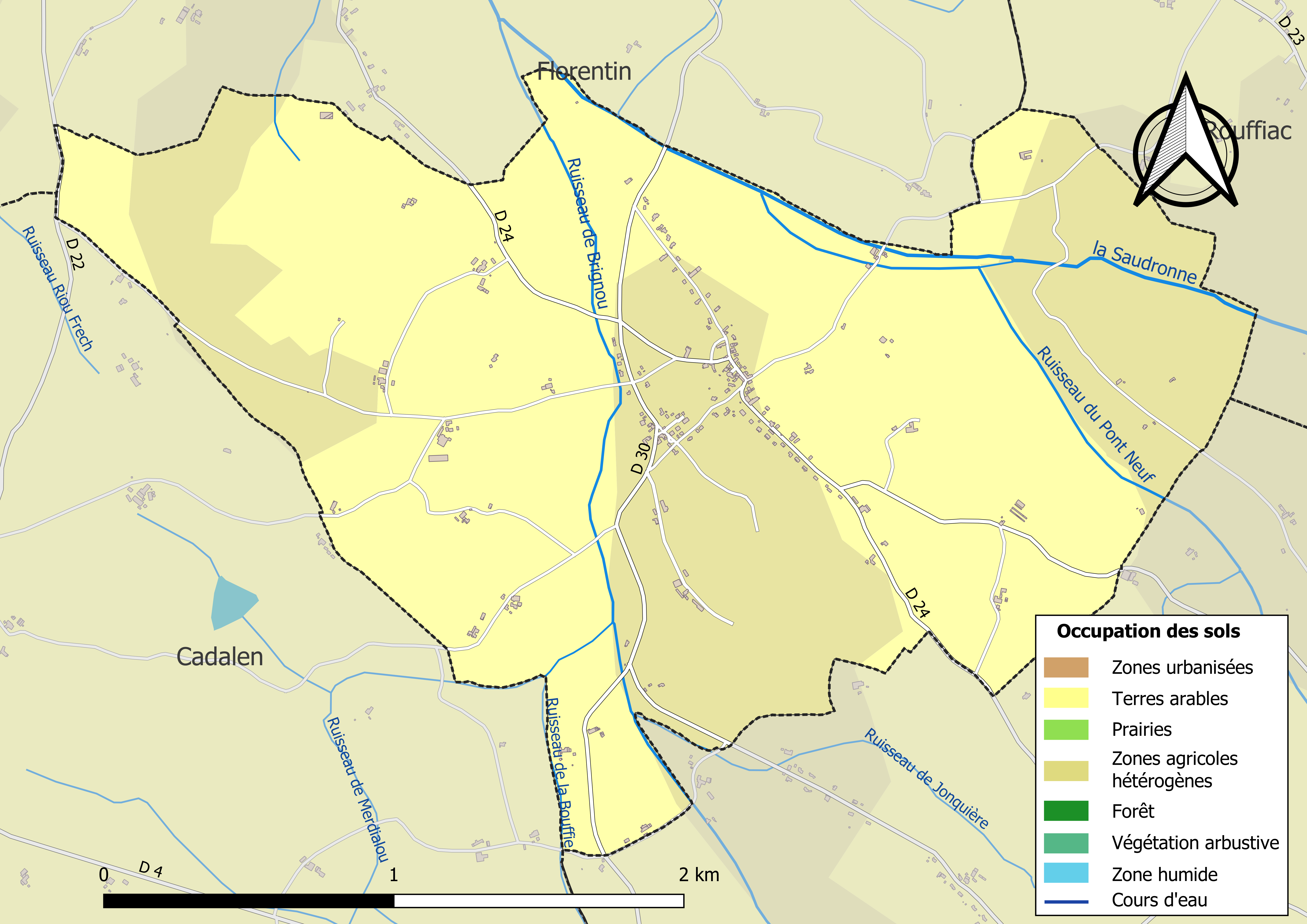
Carte des infrastructures et de l'occupation des sols de la commune en 2018 (CLC).

L'occupation des sols de la commune, telle qu'elle ressort de la base de données européenne d’occupation biophysique des sols Corine Land Cover (CLC), est marquée par l'importance des territoires agricoles (100 % en 2018), une proportion identique à celle de 1990 (100 %). La répartition détaillée en 2018 est la suivante : 
terres arables (63,8 %), zones agricoles hétérogènes (36,2 %). L'évolution de l’occupation des sols de la commune et de ses infrastructures peut être observée sur les différentes représentations cartographiques du territoire : la carte de Cassini (XVIIIe siècle), la carte d'état-major (1820-1866) et les cartes ou photos aériennes de l'IGN pour la période actuelle (1950 à aujourd'hui).

### Habitat et logement
En 2020, le nombre total de logements dans la commune était de 132, alors qu'il était de 128 en 2015 et de 115 en 2010.
Parmi ces logements, 91,7 % étaient des résidences principales, 6,1 % des résidences secondaires et 2,3 % des logements vacants. Ces logements étaient pour 96,9 % d'entre eux des maisons individuelles et pour 3,1 % des appartements.
Le tableau ci-dessous présente la typologie des logements à Aussac en 2020 en comparaison avec celle du Tarn et de la France entière. Une caractéristique marquante du parc de logements est ainsi une proportion de résidences secondaires et logements occasionnels (6,1 %) inférieure à celle du département (7,4 %) et  à celle de la France entière (9,7 %). Concernant le statut d'occupation de ces logements, 85 % des habitants de la commune sont propriétaires de leur logement (84,8 % en 2015), contre 66,9 % pour le Tarn et 57,5 pour la France entière.
| Typologie                                               | Aussac | Tarn | France entière |
| ------------------------------------------------------- | ------ | ---- | -------------- |
| Résidences principales (en %)                           | 91,7   | 83,5 | 82,1           |
| Résidences secondaires et logements occasionnels (en %) | 6,1    | 7,4  | 9,7            |
| Logements vacants (en %)                                | 2,3    | 9,1  | 8,2            |

### Voies de communication et transports
Accès par l'A68 (sorties no 10) et l'ancienne route nationale RN 88.

### Risques naturels et technologiques
Le territoire de la commune d'Aussac est vulnérable à différents aléas naturels : météorologiques (tempête, orage, neige, grand froid, canicule ou sécheresse), inondations, mouvements de terrains et séisme (sismicité très faible). Il est également exposé à un risque technologique,  le transport de matières dangereuses. Un site publié par le BRGM permet d'évaluer simplement et rapidement les risques d'un bien localisé soit par son adresse soit par le numéro de sa parcelle.

#### Risques naturels
Certaines parties du territoire communal sont susceptibles d’être affectées par le risque d’inondation par débordement de cours d'eau, notamment la Saudronne. La cartographie des zones inondables en ex-Midi-Pyrénées réalisée dans le cadre du XIe Contrat de plan État-région, visant à informer les citoyens et les décideurs sur le risque d’inondation, est accessible sur le site de la DREAL Occitanie. La commune a été reconnue en état de catastrophe naturelle au titre des dommages causés par les inondations et coulées de boue survenues en 1982,.
Aussac est exposée au risque de feu de forêt. En 2022, il n'existe pas de Plan de Prévention des Risques incendie de forêt (PPRif). Le débroussaillement aux abords des maisons constitue l’une des meilleures protections pour les particuliers contre le feu,.

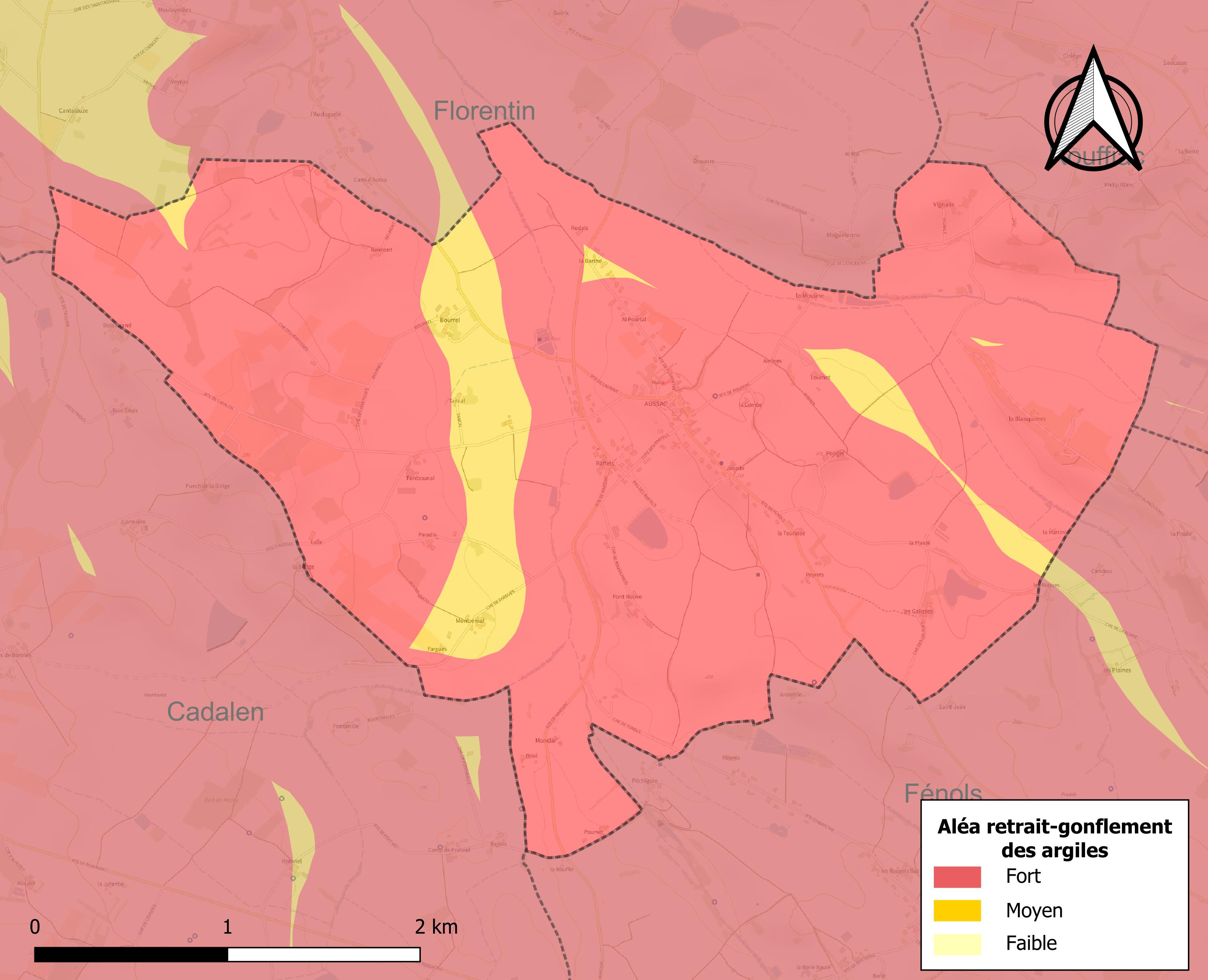
Carte des zones d'aléa retrait-gonflement des sols argileux d'Aussac.

La commune est vulnérable au risque de mouvements de terrains constitué principalement du retrait-gonflement des sols argileux. Cet aléa est susceptible d'engendrer des dommages importants aux bâtiments en cas d’alternance de périodes de sécheresse et de pluie. La totalité de la commune est en aléa moyen ou fort (76,3 % au niveau départemental et 48,5 % au niveau national). Sur les 126 bâtiments dénombrés sur la commune en 2019, 126 sont en aléa moyen ou fort, soit 100 %, à comparer aux 90 % au niveau départemental et 54 % au niveau national. Une cartographie de l'exposition du territoire national au retrait gonflement des sols argileux est disponible sur le site du BRGM,.
Par ailleurs, afin de mieux appréhender le risque d’affaissement de terrain, l'inventaire national des cavités souterraines permet de localiser celles situées sur la commune.

#### Risques technologiques
Le risque de transport de matières dangereuses sur la commune est lié à sa traversée par des infrastructures routières ou ferroviaires importantes ou la présence d'une canalisation de transport d'hydrocarbures. Un accident se produisant sur de telles infrastructures est susceptible d’avoir des effets graves sur les biens, les personnes ou l'environnement, selon la nature du matériau transporté. Des dispositions d’urbanisme peuvent être préconisées en conséquence.

## Toponymie
La localité est dénommée en occitan Auçac[réf. nécessaire]

## Histoire

### Moyen Âge
En 1257, la seigneurie d'Aussac, comprenant la ville et le château, est cédée par Philippe de Montfort, pour moitié au chapitre d'Albi, et pour l'autre moitié à Pierre, vicomte de Lautrec. En 1493, un procès concernant la suzeraineté de la portion du chapitre d'Albi, revendiquée par Jean de Voisins, vicomte de Lautrec, baron d'Ambres et coseigneur d'Aussac, se tient.

### Temps modernes
En 1641, la portion de la seigneurie des barons d'Ambres passe à Jacques de Morlas, sieur de Lagarde et de Lautrec. En 1725, cette même portion passe à Jacques-Joseph de Landes, baron de Saint-Palais, dont la descendance prendra le nom de Landes d'Aussac de Saint-Palais. Avant 1789, la communauté d'Aussac relève de la sénéchaussée de Carcassonne, du diocèse d'Albi et de la paroisse de Saint-Pierre d'Aussac.

### Révolution française et Empire
En 1790, la municipalité d'Aussac est créée, relevant du canton de Cadalen et du district de Gaillac. En l'an X, Aussac devient une commune du canton de Cadalen et de l'arrondissement de Gaillac.

## Politique et administration

### Rattachements administratifs et électoraux

#### Rattachements administratifs
La commune se trouve depuis 1926 dans l'arrondissement d'Albi du département du Tarn.
Elle faisait partie depuis 1793 du canton de Cadalen. Dans le cadre du redécoupage cantonal de 2014 en France, cette circonscription administrative territoriale a disparu, et le canton n'est plus qu'une circonscription électorale.

#### Rattachements électoraux
Pour les élections départementales, la commune fait partie depuis 2014 du canton des Deux Rives
Pour l'élection des députés, elle fait partie de la deuxième circonscription du Tarn.

### Intercommunalité
Aussac était membre de la communauté de communes Tarn et Dadou, un établissement public de coopération intercommunale (EPCI) à fiscalité propre créé en 1992 et auquel la commune avait transféré un certain nombre de ses compétences, dans les conditions déterminées par le code général des collectivités territoriales.
Dans le cadre des dispositions de la loi portant nouvelle organisation territoriale de la République du 7 août 2015, qui prévoit que les établissements publics de coopération intercommunale (EPCI) à fiscalité propre doivent avoir un minimum de 15 000 habitants, cette intercommunalité a fusionné avec ses voisines pour former, le 1er janvier 2017, la communauté d'agglomération dénommée Gaillac Graulhet Agglomération, dont est désormais membre la commune.

### Administration municipale
Le nombre d'habitants étant compris entre 100 et 499, le nombre de membres du conseil municipal est de onze,  y compris le maire et ses adjoints.

### Liste des maires
| Période      | Période                        | Identité                 | Étiquette | Qualité          |
| ------------ | ------------------------------ | ------------------------ | --------- | ---------------- |
| 1793         | 1793                           | Louis Cabaziès           |           |                  |
| 1793         | 1797                           | Jacques Raynaud          |           |                  |
| 1797         | 1798                           | Jean Raynaud             |           |                  |
| 1798         | 1818                           | Antoine Raynaud          |           |                  |
| 1818         | 1820                           | Jacques Joseph Raynaud   |           |                  |
| 1820         | 1831                           | Antoine Raynaud          |           |                  |
| 1831         | 1846                           | Louis Raynaud            |           |                  |
| 1846         | 1865                           | Jean-Pierre Daydé        |           |                  |
| 1865         | 1870                           | Antoine Raynaud          |           |                  |
| 1870         | 1870                           | Casimir Ondes            |           |                  |
| 1870         | 1877                           | Jacques Calvel           |           |                  |
| 1877         | 1888                           | François Raynaud         |           |                  |
| 1888         | 1897                           | Émile Raynaud            |           |                  |
| 1897         | 1900                           | Joseph Baptiste Bourjade |           |                  |
| 1900         | 1908                           | Baptiste Bourjade        |           |                  |
| 1908         | 1912                           | Cyprien Clergue          |           |                  |
| 1912         | 1930                           | Alain Soulié             |           |                  |
| 1930         | 1947                           | Clément Ricard           |           |                  |
| 1947         | 1971                           | Aimé Sabin               |           |                  |
| 1971         | 1989                           | Jean Vigné,              |           |                  |
| 1989         | 2014                           | Jean Tayac               |           |                  |
| mai 2014     | mai 2020                       | Laurent Sirgue           |           |                  |
| mai 2020     | juillet 2023                   | Richard Martinez         |           | Mort en fonction |
| octobre 2023 | En cours (au 30 novembre 2023) | Benoît Tragne            |           |                  |

## Équipements et services publics

### Eau et déchets
La collecte et le traitement des déchets des ménages et des déchets assimilés ainsi que la protection et la mise en valeur de l'environnement se font dans le cadre de la Gaillac Graulhet Agglomération.

### Enseignement
Aussac fait partie de l'Académie de Toulouse.
La commune ne possède plus d'école. La plupart des enfants vont à celle de Florentin. Un ALAÉ (Accueil de Loisirs Associé à l'École) "La Clé des Champs" assure l'accueil des enfants avant et après l'école.

## Population et société

### Démographie
L'évolution du nombre d'habitants est connue à travers les recensements de la population effectués dans la commune depuis 1793. Pour les communes de moins de 10 000 habitants, une enquête de recensement portant sur toute la population est réalisée tous les cinq ans, les populations de référence des années intermédiaires étant quant à elles estimées par interpolation ou extrapolation. Pour la commune, le premier recensement exhaustif entrant dans le cadre du nouveau dispositif a été réalisé en 2004.

En 2022, la commune comptait 263 habitants, en évolution de +1,54 % par rapport à 2016 (Tarn : +2,52 %, France hors Mayotte : +2,11 %).
| 1793 | 1800 | 1806 | 1821 | 1831 | 1836 | 1841 | 1846 | 1851 |
| ---- | ---- | ---- | ---- | ---- | ---- | ---- | ---- | ---- |
| 238  | 241  | 283  | 343  | 337  | 363  | 348  | 364  | 369  |

| 1856 | 1861 | 1866 | 1872 | 1876 | 1881 | 1886 | 1891 | 1896 |
| ---- | ---- | ---- | ---- | ---- | ---- | ---- | ---- | ---- |
| 340  | 297  | 284  | 290  | 289  | 292  | 291  | 280  | 254  |

| 1901 | 1906 | 1911 | 1921 | 1926 | 1931 | 1936 | 1946 | 1954 |
| ---- | ---- | ---- | ---- | ---- | ---- | ---- | ---- | ---- |
| 267  | 237  | 246  | 215  | 214  | 200  | 191  | 185  | 214  |

| 1962 | 1968 | 1975 | 1982 | 1990 | 1999 | 2004 | 2006 | 2009 |
| ---- | ---- | ---- | ---- | ---- | ---- | ---- | ---- | ---- |
| 188  | 181  | 156  | 164  | 205  | 214  | 260  | 268  | 273  |

| 2014 | 2019 | 2022 | - | - | - | - | - | - |
| ---- | ---- | ---- | - | - | - | - | - | - |
| 266  | 271  | 263  | - | - | - | - | - | - |

Aussac est une commune rurale qui compte 263 habitants en 2022, après avoir connu une forte hausse de la population depuis 1975.  Elle fait partie de l'aire d'attraction d'Albi. Ses habitants sont appelés les Aussacois ou  Aussacoises.
| selon la population municipale des années : | 1968 | 1975 | 1982 | 1990 | 1999 | 2006 | 2009 | 2013 |
| Rang de la commune dans le département      | 237  | 248  | 226  | 201  | 193  | 189  | 192  | 196  |
| Nombre de communes du département           | 326  | 324  | 324  | 324  | 324  | 323  | 323  | 323  |

### Sports et loisirs
Tennis, motocross, chasse, pétanque, Comité des fêtes, Qi Gong, danse,

## Économie

### Revenus
En 2018, la commune compte 119 ménages fiscaux, regroupant 293 personnes. La médiane du revenu disponible par unité de consommation est de 22 620 € (20 400 € dans le département).

### Emploi
|                | 2008  | 2013  | 2018  |
| -------------- | ----- | ----- | ----- |
| Commune        | 4,7 % | 6,9 % | 9,3 % |
| Département    | 8,2 % | 9,9 % | 10 %  |
| France entière | 8,3 % | 10 %  | 10 %  |

En 2018, la population âgée de 15 à 64 ans s'élève à 159 personnes, parmi lesquelles on compte 83,2 % d'actifs (73,9 % ayant un emploi et 9,3 % de chômeurs) et 16,8 % d'inactifs,. Depuis 2008, le taux de chômage communal (au sens du recensement) des 15-64 ans est inférieur à celui de la France et du département.
La commune fait partie de la couronne de l'aire d'attraction d'Albi, du fait qu'au moins 15 % des actifs travaillent dans le pôle,. Elle compte 10 emplois en 2018, contre 14 en 2013 et 18 en 2008. Le nombre d'actifs ayant un emploi résidant dans la commune est de 118, soit un indicateur de concentration d'emploi de 8,3 % et un taux d'activité parmi les 15 ans ou plus de 59,7 %.
Sur ces 118 actifs de 15 ans ou plus ayant un emploi, 8 travaillent dans la commune, soit 7 % des habitants. Pour se rendre au travail, 95 % des habitants utilisent un véhicule personnel ou de fonction à quatre roues, 1,7 % les transports en commun, 1,6 % s'y rendent en deux-roues, à vélo ou à pied et 1,7 % n'ont pas besoin de transport (travail au domicile).

### Activités hors agriculture
12 établissements sont implantés  à Aussac au 31 décembre 2019.
Le secteur du commerce de gros et de détail, des transports, de l'hébergement et de la restauration est prépondérant sur la commune puisqu'il représente 33,3 % du nombre total d'établissements de la commune (4 sur les 12 entreprises implantées  à Aussac), contre 26,7 % au niveau départemental.

### Agriculture
|               | 1988 | 2000 | 2010 | 2020 |
| ------------- | ---- | ---- | ---- | ---- |
| Exploitations | 20   | 17   | 14   | 8    |
| SAU (ha)      | 470  | 544  | 473  | 400  |

La commune est dans la « plaine de l'Albigeois et du Castrais », une petite région agricole occupant le centre du département du Tarn. En 2020, l'orientation technico-économique de l'agriculture  sur la commune est l'exploitation de grandes cultures (hors céréales et oléoprotéagineuses). Huit exploitations agricoles ayant leur siège dans la commune sont dénombrées lors du recensement agricole de 2020 (20 en 1988). La superficie agricole utilisée est de 400 ha,,.

## Culture locale et patrimoine

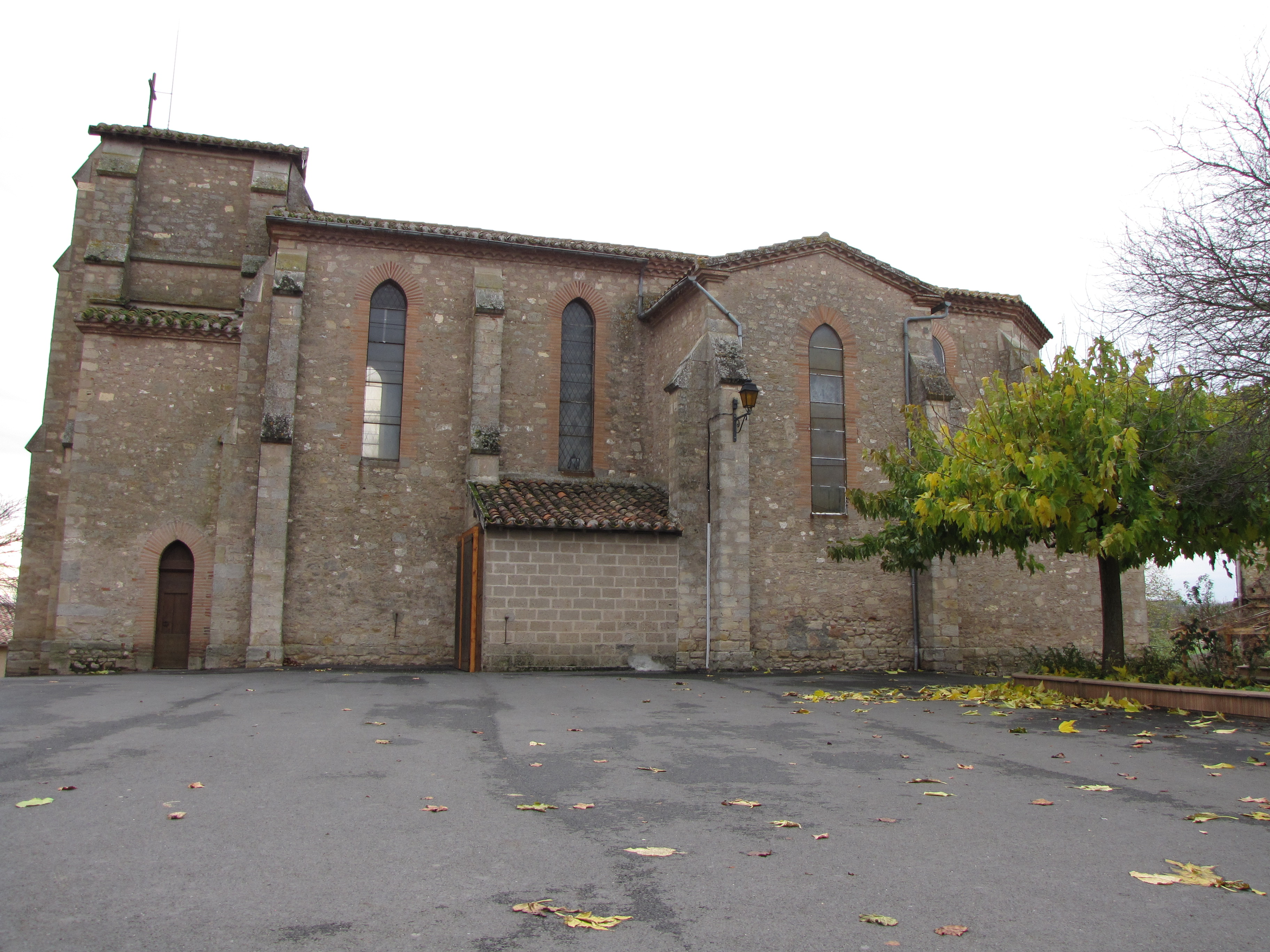
Église Saint-Pierre d'Aussac

### Lieux et monuments
- Église Saint Pierre d'Aussac.
- Château d'Aussac - Résidence privée.

### Héraldique
| Blason de Aussac | Blason  | D'or à la bande d'azur, chargée de trois grappes de raisin du champ. |
| Blason de Aussac | Détails | Le statut officiel du blason reste à déterminer.                     |

## Pour approfondir